# 3D Crazy Coaster
3D Crazy Coaster — компьютерная игра для Vectrex, ранней игровой консоли, принадлежащей компании Milton Bradley. Выпущенный в 1983 году 3D Crazy Coaster использовал векторную графику, представляя трехмерную игровую среду. Он был первоначально разработан для использования с очками Imager CGE.

## Игровой процесс
Игрок контролировал движения пассажира в ведущей машине американских горках, когда он круто спускался по крутым холмам и карьерам вокруг оврагов и ям. Одна из целей игры состояла в том, чтобы держать руки пассажира поднятыми в течение поездки, не будучи выброшенным.